# Friaça
Albino Friaça Cardoso, detto Friaça (Porciúncula, 20 ottobre 1924 – Itaperuna, 12 gennaio 2009), è stato un calciatore brasiliano, di ruolo attaccante.
Ha legato il suo nome principalmente al Vasco da Gama, sebbene abbia ben figurato anche con la maglia del San Paolo. Fu inoltre l'autore dell'unico gol del Brasile durante la partita decisiva del girone finale del campionato del mondo 1950, soprannominata poi Maracanazo a causa della sconfitta subita dalla nazionale di casa.
Nel 1992 subì il duro colpo della morte di uno dei suoi figli, Ricardo, allora trentatreenne, avvenuta a causa di un incidente di volo libero; in seguito all'avvenimento, aumentò il consumo di alcol e fumò più di quanto già non facesse, peggiorando pertanto le proprie condizioni di salute. Nel 2005 venne dunque internato nell'ospedale di Itaperuna, ove morì il 12 gennaio 2009 a causa delle complicazioni di una polmonite.

## Caratteristiche tecniche
Giocava come attaccante, più precisamente come ala destra. Era conosciuto per la sua velocità e per la violenza del suo tiro, per l'abilità nel battere i calci piazzati e anche per la precisione dei suoi cross, solitamente molto tesi.

## Carriera

### Club
Scoperto quando giocava in una piccola società di Carangola, l'Ipiranga, si fece notare dai dirigenti del Vasco quando la sua squadra sconfisse i più titolati avversari con due sue reti. Il tecnico Ondino Viera decise così di ingaggiarlo, e nel 1945 fece parte del nucleo su cui si fondò l'Expresso da Vitória, la squadra del Vasco che vinse svariati titoli a livello statale e la Coppa dei Campioni del Sudamerica; con quattro reti fu il miglior marcatore della sua squadra durante tale competizione. Fu inoltre l'ultimo dei vincitori di quel trofeo a morire.
Durante la sua permanenza nel club, legò particolarmente con Jair Rosa Pinto, che secondo lo stesso Friaça, lo aiutò a migliorare nel tiro. Una volta terminato il ciclo di vittorie venne ceduto al San Paolo, nel quale giocò dal 1º aprile 1949 al 27 marzo 1951, segnando quasi cinquanta reti e vincendo il titolo di campione statale. Proprio a causa delle sue buone prestazioni, il Vasco lo comprò di nuovo, mantenendolo nei suoi ranghi fino al 1952. Successivamente giocò per Ponte Preta e Guarani, ritirandosi a trentaquattro anni di età.

### Nazionale
Ha giocato tredici partite con la nazionale brasiliana tra il 1947 e il 1952, venendo convocato per il mondiale casalingo del 1950. In tale competizione Friaça segnò il suo unico gol in nazionale, nella storica partita finale contro l'Uruguay, portando il Brasile temporaneamente in vantaggio. La sfida, passata alla storia con il nome di Maracanazo, verrà poi vinta dall'Uruguay per 2 a 1, che con questo risultato diventerà anche campione del mondo.

## Palmarès

### Club

#### Competizioni nazionali
- Campionato Carioca: 2

Vasco da Gama: 1945, 1947
- Campionato paulista: 1

San Paolo: 1949

#### Competizioni internazionali
- Coppa dei Campioni del Sudamerica: 1

Vasco da Gama: 1948

### Nazionale
- Coppa Oswaldo Cruz: 1

1950
- Copa Rio Branco: 1

1950
- Campionato Panamericano: 1

1952

### Individuale
- Capocannoniere del Campionato Paulista: 1

1949 (24 gol, condiviso con Leônidas)